# TATSURO YAMASHITA FROM NIAGARA
『TATSURO YAMASHITA FROM NIAGARA』（タツロウ・ヤマシタ・フロム・ナイアガラ）は、1980年7月10日に発売された山下達郎通算2作目のコンピレーション・アルバム。

## 解説
ナイアガラ・フォーリン・スターズ名義によるアルバム『LET'S ONDO AGAIN』を最後に、ナイアガラ・レーベルと日本コロムビアとの契約は終了していたが、日本コロムビアにナイアガラ音源の販売権がまだ残っていたため、「RIDE ON TIME」のヒットと時をほぼ同じくしてリリースされた、レコード会社主導による編集盤。『SONGS』と『NIAGARA TRIANGLE Vol.1』の2枚から山下達郎の作品および歌唱曲に加え、ナイアガラ・トライアングル「幸せにさよなら」のシングル・バージョンも収録。
後に本作は大瀧詠一監修のもと、内容変更のうえ未発表音源が加えられて装いも新たに『TATSURO FROM NIAGARA』となり、ナイアガラ・レーベル公認カタログとして2009年にリリースされた。

## アートワーク、パッケージ
アルバムの帯には以下のキャッチコピーが記載されている。

## 収録曲

### SIDE A
1. Down Town  –  (4:21)
words by 伊藤銀次  music by 山下達郎
2. ドリーミング・デイ  –  (4:20)
words by 大貫妙子  music by 山下達郎
3. パレード  –  (5:14)
words & music by 山下達郎
4. 遅すぎた別れ  –  (4:22)
words by 伊藤銀次  music by 山下達郎
5. フライング・キッド  –  (3:56)
words by 吉田美奈子  music by 山下達郎
6. 幸せにさよなら（シングル・バージョン）  –  (3:51) *MONO
words & music by 伊藤銀次

### SIDE B
1. Show  –  (3:28)
words & music by 山下達郎
2. 今日はなんだか  –  (4:28)
words by 山下達郎, 伊藤銀次  music by 山下達郎
3. 雨は手のひらにいっぱい  –  (3:47)
words & music by 山下達郎
4. 過ぎ去りし日々 “60's Dream”  –  (3:31)
words by 伊藤銀次  music by 山下達郎
5. Sugar  –  (5:52)
words & music by 山下達郎
6. すてきなメロディ  –  (2:36)
words by 伊藤銀次, 大貫妙子, 山下達郎  music by 大貫妙子, 山下達郎

## クレジット
- 山下達郎  –  Vocals, Guitars, Keyboards, Vibes, Glocken, etc.
- 伊藤銀次  –  Guitars, Vocals (A-6), セリフ (A-4)
- 村松邦男  –  Guitars, etc.
- 上原裕  –  Drums, Percussion
- 野口明彦  –  Drums （A-1 B-1,5), Percussion
- 平野肇  –  Drums (A-6)
- 鰐川己久男  –  Bass, Background Vocals, etc.
- 寺尾次郎  –  Bass (A-2,3,4,5)
- 吉田健  –  Bass (A-6)
- 大貫妙子  –  Vocals (B-6), Keyboards, Glocken, etc.
- 坂本龍一  –  Keyboards (A-2,3,4,5,6)
- 木村真  –  Percussion
- 斉藤ノブ  –  Percussion (A-6)
- 松田幸一  –  M.Harp (A-6)
- 稲垣次郎セクション  –  Horns (A-2,3)
- 吉田美奈子  –  Chorus (A-2,3,4)
- 布谷文夫  –  Super voices on “Sugar”
- 大瀧詠一  –  Producer, Vocals (A-6), Background Vocals (bass part)
- 笛吹銅次  –  Engineer

- A-1 B-1,2,3,4,5,6（『SONGS』[注釈 4]より）
- A-2,3,4,5,6（『NIAGARA TRIANGLE Vol.1』[注釈 5]より）

### スタッフ
- Produced by 大瀧詠一, 山下達郎, 伊藤銀次 (A-6)
- All Songs Arranged by 山下達郎, 伊藤銀次 (A-6)
- Recording Engineered by 笛吹銅次

## リリース日一覧
| 地域 | アーティスト | タイトル                       | リリース日    | レーベル                     | 規格 | カタログ番号                 | 備考                                                              |
| ---- | ------------ | ------------------------------ | ------------- | ---------------------------- | ---- | ---------------------------- | ----------------------------------------------------------------- |
| 日本 | 山下達郎     | TATSURO YAMASHITA FROM NIAGARA | 1980年7月10日 | NIAGARA ⁄ COLUMBIA           | LP   | AX-7269-E (NGLP-523, 524-YT) | 大滝詠一非監修作品。                                              |
| 日本 | 山下達郎     | TATSURO YAMASHITA FROM NIAGARA | 1980年7月10日 | NIAGARA ⁄ COLUMBIA           | CT   | CAY-1188                     | カセット同時発売。                                                |
| 日本 | 山下達郎     | TATSURO FROM NIAGARA           | 2009年3月21日 | NIAGARA ⁄ Sony Music Records | CD   | SRCL 5010                    | ナイアガラ・レーベル公認カタログ。初回仕様限定盤は三方背BOX仕様。 |